# 徐大任
徐大任（1536年—1618年），字重夫，號覺齋，直隸寧國府宣城縣人，明朝政治人物。

## 生平
嘉靖四十三年（1564年）甲子科應天府乡试第八十六名举人，隆慶二年（1568年）戊辰科會試第三百五十四名，三甲第一百一十名進士。初授建寧府推官，擢礼部主事，改南京工部主事，留心國儲，岁汰冗费数千万。奉命榷税真州，羡入悉却不受，免宣船回空遞役之苦。秩满，簏中惟弊衣數襲。歷官中外，皆以廉稱。萬曆五年，升河南左參議。七年，升陕西按察司副使。八年，以考察不及降任廣東右參議。十五年，升廣西按察司副使。歴浙江右參政，二十年升南京鸿胪寺卿。二十三年升南京太仆寺卿，尋改南光禄寺卿。告歸，三十一年起補原官，三十三年十二月官至南京工部右侍郎，三十九年以被论致仕回籍。萬曆四十六年（1618年）二月初四日卒。

## 家族
曾祖父徐廷雄，壽官；祖父徐紹貞，号静庵；父徐沛，号雙泉，母王氏。祖、父俱贈南京工部右侍郎。
兄大猷、大路（监生）。弟大化、大聘、大望、大復、大年、大烈。